# Beachhandball-Asienmeisterschaften 2011
Die Beachhandball-Asienmeisterschaften 2011 waren die dritte Austragung der kontinentalen Meisterschaft Asiens im Beachhandball. Es gab nur ein Turnier für Männer, welches vom 1. bis 6. Oktober in Maskat im Oman durchgeführt wurde.

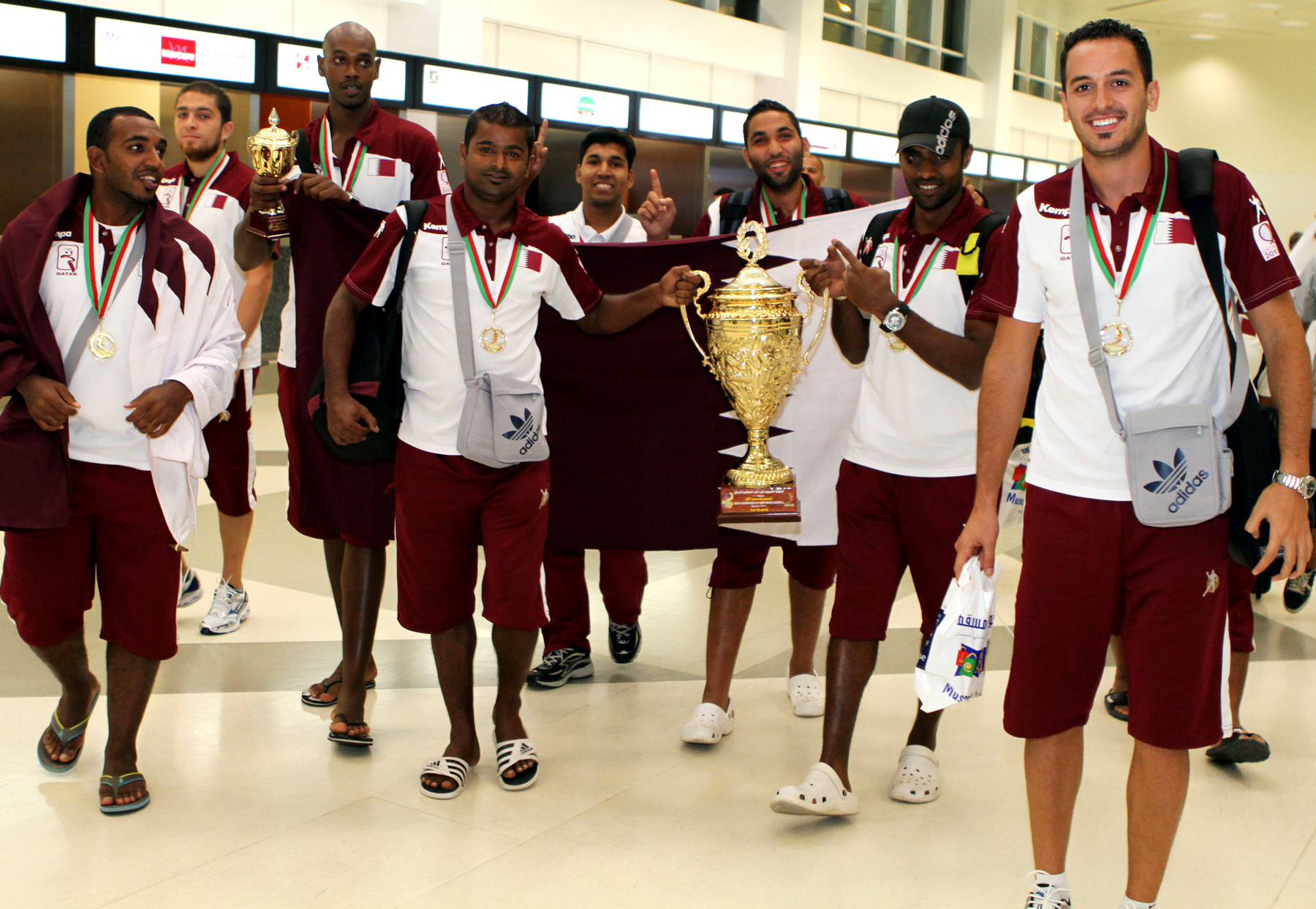
Die Katarische Siegermannschaft des Jahres bei der Rückkehr in Doha

Das Turnier diente einerseits zum ermitteln eines kontinentalen Meisters, zum anderen aber auch zur Ermittlung der asiatischen Teilnehmer an den Weltmeisterschaften 2012 an selber Stelle. Hierfür qualifizierten sich neben den ohnehin qualifizierten Gastgebern aus dem Oman die beiden übrigen Medaillengewinner. Ein Frauenturnier wurde aufgrund nicht ausreichender Meldungen wieder abgesagt, erst 2013 in Hongkong wurde zum zweiten Mal eine weibliche kontinentale Meistermannschaft ermittelt.
| Turnier        | Daten        |                        | Finale                 | Finale                 | Finale                 |                        | kleines Finale         | kleines Finale         | kleines Finale |
| Turnier        | Daten        | Gold                   | Resultat               | Silber                 | Bronze                 | Resultat               | Vierte                 |                        |                |
| -------------- | ------------ | ---------------------- | ---------------------- | ---------------------- | ---------------------- | ---------------------- | ---------------------- | ---------------------- | -------------- |
| Frauen         | Maskat, Oman | Frauenturnier abgesagt | Frauenturnier abgesagt | Frauenturnier abgesagt | Frauenturnier abgesagt | Frauenturnier abgesagt | Frauenturnier abgesagt | Frauenturnier abgesagt |                |
| Männer Details | Maskat, Oman | Katar                  | keine Playoffs         | Oman                   | Kuwait                 | keine Playoffs         | Pakistan               |                        |                |

## Platzierungen
| Nation         | Männer |
| -------------- | ------ |
| Iran           | 05     |
| Katar          | 01     |
| Kuwait         | 03     |
| Oman           | 02     |
| Pakistan       | 04     |
| Teilnehmerzahl | 5      |

| Legende | Legende | Legende | Legende              |
| ------- | ------- | ------- | -------------------- |
| 1       | 2       | 3       | Podest-Platzierungen |
| 4       | 4       | 4       | Halbfinalist         |